# Бача (Олт)
Бача (рум. Bacea) — село у повіті Олт в Румунії. Входить до складу комуни Мовілень.
Село розташоване на відстані 116 км на захід від Бухареста, 21 км на схід від Слатіни, 66 км на схід від Крайови.

## Населення
За даними перепису населення 2002 року у селі проживали 1483 особи, усі — румуни. Усі жителі села рідною мовою назвали румунську.